# Idioma munji
El idioma Munji (en persa: مونجی‎), también conocido como Munjani (مونجانی), Munjhan (مونجهان), y Munjiwar, es una de las lenguas pamir que se habla en el valle de Munjan en la provincia de Badakhshan en el noreste de Afganistán. Es similar al idioma yidgha, que se habla en el alto Lotkoh Valle de Chitral, al oeste de Garam Chashma en Khyber Pakhtunkhwa, Pakistán.
Históricamente, Munji muestra la afinidad lingüística más cercana posible con el ahora extinto idioma bactriano.
El área de Garam Chashma se hizo importante durante la Guerra afgana-soviética. Durante la invasión, los soviéticos no pudieron detener el flujo de armas y hombres a través del Paso Dorah que separa a Chitral, en Pakistán, de Badakshan en Afganistán. . Los dos dialectos hablados en el área del valle de Mamalgha y el área del valle de Munjan diferían, siendo los dialectos del norte y del sur. El idioma se ha trasladado a partes de Chitral, después de que la Guerra en Afganistán obligó a la gente de habla munji a huir a áreas más seguras.
A pesar de que Dari es el idioma predominante en la región, las actitudes hacia Munji son muy positivas y, entre los hablantes, pocos predicen una disminución en el uso.

## Lecturas externas
- Decker, Kendall (1992). Languages of Chitral. Islamabad: National Institute of Pakistan Studies, Quaid-i-Azam University and Summer Institute of Linguistics.
- Morgenstierne, Georg (1926). Report on a Linguistic Mission to Afghanistan. Oslo: Instituttet for Sammenlignende Kulturforskning, Serie C I-2. ISBN 0-923891-09-9.

- Datos: Q33639